# Municipio de Noble (Misuri)
El municipio de Noble (en inglés: Noble Township) es un municipio ubicado en el condado de Ozark en el estado estadounidense de Misuri. En el año 2010 tenía una población de 300 habitantes y una densidad poblacional de 4,1 personas por km².

## Geografía
El municipio de Noble se encuentra ubicado en las coordenadas 36°45′34″N 92°35′20″O / 36.75944, -92.58889. Según la Oficina del Censo de los Estados Unidos, el municipio tiene una superficie total de 73.14 km², de la cual 73,13 km² corresponden a tierra firme y (0,02 %) 0,02 km² es agua.

## Demografía
Según el censo de 2010, había 300 personas residiendo en el municipio de Noble. La densidad de población era de 4,1 hab./km². De los 300 habitantes, el municipio de Noble estaba compuesto por el 95 % blancos, el 0,33 % eran amerindios, el 2,33 % eran de otras razas y el 2,33 % eran de una mezcla de razas. Del total de la población el 2,67 % eran hispanos o latinos de cualquier raza.